# Ноъл Кауърд
Сър Ноъл Пиърс Кауърд (на английски: Noël Peirce Coward) е английски драматург, актьор, композитор и режисьор. Майстор на „добре направената пиеса“ с остроумни диалози, изпълнени с ирония и чувство за хумор. Автор на стотици песни.

## Биография
Ноъл Кауърд е роден на 16 декември 1899 г. в Тедингтон, в семейство на музикантите Артър Кауърд (1856 – 1937) и Вайълет Кауърд (1863 – 1954). На 11 години стъпва на театрална сцена и придобива широка известност като актьор-тийнейджър. През 1918 г. той служи в армията.
Първите му пиеси „Оставям това на вашата преценка“ (на английски: I'll Leave It To You) и „Свежа мисъл“ (на английски: The Young Idea) са поставени в 1922 и 1924 г., но остават незабелязани. И в двете главната роля се играе от самия автор.
Успехът му идва през 1924 г., с постановката на пиесата „Вихър“ (главната роля и тук е написана за него). Младият автор според съветското списание „Театър“, още през 1920 г. „поразява театралния свят с блестящо умение да обгърне скелета на пиесата с тънък слой ирония“.
В началото на 1930-те Кауърд има репутацията на един от най-търсените драматурзи в англоговорещия свят. По пиесите му са поставени филми, станали класика в Холивуд. В периода на своя творчески разцвет Кауърд композира музикални пиеси, както и оперетата Bitter Sweet и пиесата „Сенна хрема“ (1925), поставена на много световни сцени. Освен драматични произведения, изпод перото му излизат повести и романи: „И пламъкът на битките, и триумфът на победите“ (1960) и „Красивата Поли Барлоу“ (1964).
През лятото на 1941 г. в Лондон е премиерата на най-успешната пиеса на Кауърд, „Неудържим дух“. Първата постановка има 1997 представления, като установява национален рекорд по театрално дълголетие (надминат едва през 1957 г. от „Мишеловката“ на Агата Кристи).
В началото на Втората световна война Кауърд ръководи британското бюро за пропаганда в Париж. По задание на тайните служби лобира в САЩ за присъединяването им във войната срещу Германия. За патриотичния филм „В когото ние служим“ (1942), заснет в тандем с Дейвид Лийн, Ноел Кауърд получава почетен „Оскар“. През 1967 е удостоен с рицарско звание.
Кауърд e хомосексуален. Партньорът му Греъм Пейн (1918 – 2005) впоследствие разказва за годините, прекарани на семейни начала с актьора, в своята автобиография „Моят живот с Ноел Кауърд“ (1994). Кауърд умира в Ямайка на 26 март 1973 г. Пейн впоследствие превръща ямайското имение в неофициален музей в памет на своя приятел.
През 2006 г. на името на Кауърд е кръстен Noël Coward Theatre, дотогава Albery Theatre.

## Творчество

### Пиеси
- 1919 – „Оставям това на вашата преценка“ (на английски: I'll Leave It To You)
- 1921 – „Свежа мисъл“ (на английски: The Young Idea)
- 1924 – „Вихър“ (на английски: Vortex)
- 1925 – „Сенна хрема“ (на английски: Hay Fever)
- 1928 – „През това лято Господне“ (на английски: This Year of Grace)
- 1929 – „Скърби и радости“ (на английски: Bitter Sweet)
- 1930 – „Частен живот“ (на английски: Private Lives)
- 1931 – „В кавалкада“ (на английски: Cavalcade)
- 1932 – „Планове за живота“ (отна английски: Design for Living)
- 1941 – „Неудържим дух“ (на английски: Blithe Spirit)

Комедиите „Сенна хрема“, „Неудържим дух“ и „Частен живот“ все още се поставят на театралните сцени по цял свят.

### Екранизации
- 1932 – Серенада за три сърца / Design for Living (реж. Ернст Любич, с участието на Гари Купър и Фредрик Марч)
- 1933 – Кавалкада / Cavalcade (реж. Франк Лойд, награда „Оскар“ за най-добър филм).
- 1945 – Кратката среща / Brief Encounter – екранизация на едноименната пиеса, Гран-при на фестивала на Кан 1946 г.; реж. Дейвид Лийн
- 1946 – Забавно привидение / Blithe Spirit – екранизация на пиесата „Неудържим дух“, номинирана за наградата „Ретро-Уго“ за най-добра постановка; реж. Дейвид Лийн
- 1967 – Скъпа Поли / Pretty Polly сценарий Уилис Хол и Кий Уотърхаус, по романа „Красивата Поли Барлоу“; реж. Гай Грийн

### Актьор във филми
- 1956 – Около света за 80 дни – Хескет-Багготт
- 1959 – Нашият човек в Хавана / Our Man in Havana – Хауърд
- 1960 – / Surprise Package
- 1964 – / Paris – When It Sizzles
- 1964 – / Present Laughter
- 1964 – Вихър / The Vortex
- 1965 – Бъни Лейк изчезва / Бъни Lake Is Missing
- 1968 – Бум! / Boom!
- 1969 – Обир по италиански / The Italian Job